# ريد شيريدان
ريد شيريدان (بالإنجليزية: Red Sheridan)‏ (14 نوفمبر 1896 ببروكلين في الولايات المتحدة - 25 نوفمبر 1975 في الولايات المتحدة) هو لاعب كرة قاعدة ولاعب كرة قدم أمريكي في مركز شورتستوب ‏.

## وصلات خارجية
- ريد شيريدان على موقعبيزبول رفرنس.كوم (الدوري الرئيسي) (الإنجليزية)
- ريد شيريدان على موقعبيزبول رفرنس.كوم (الدوري الثانوي) (الإنجليزية)